# Zacharie (Michel-Ange)
Pour les articles homonymes, voir Zacharie.
La fresque du prophète Zacharie (360 × 390 cm) a été réalisée par Michel-Ange vers 1508. Elle fait partie de la décoration du plafond de la chapelle Sixtine, dans les musées du Vatican à Rome, commandée par Jules II.

## Histoire
Michel-Ange a commencé à peindre les travées de la voûte en commençant près de la porte d'entrée utilisée lors des entrées solennelles du pontife et de son entourage dans la chapelle, pour terminer par la travée au-dessus de l'autel. Par conséquent, Zacharie, qui est immédiatement au-dessus de la porte, est l'une des premières figures à être réalisée.
Avant la restauration, la figure du prophète a subi de nombreuses repeints, dont notamment l'intervention au XVIIIe siècle d'Alessandro Mazzuoli. Une étude au fusain de la tête du prophète, mais avec un profil très différent, est conservée dans le cabinet des dessins et des estampes du musée des Offices à Florence.

## Description et style

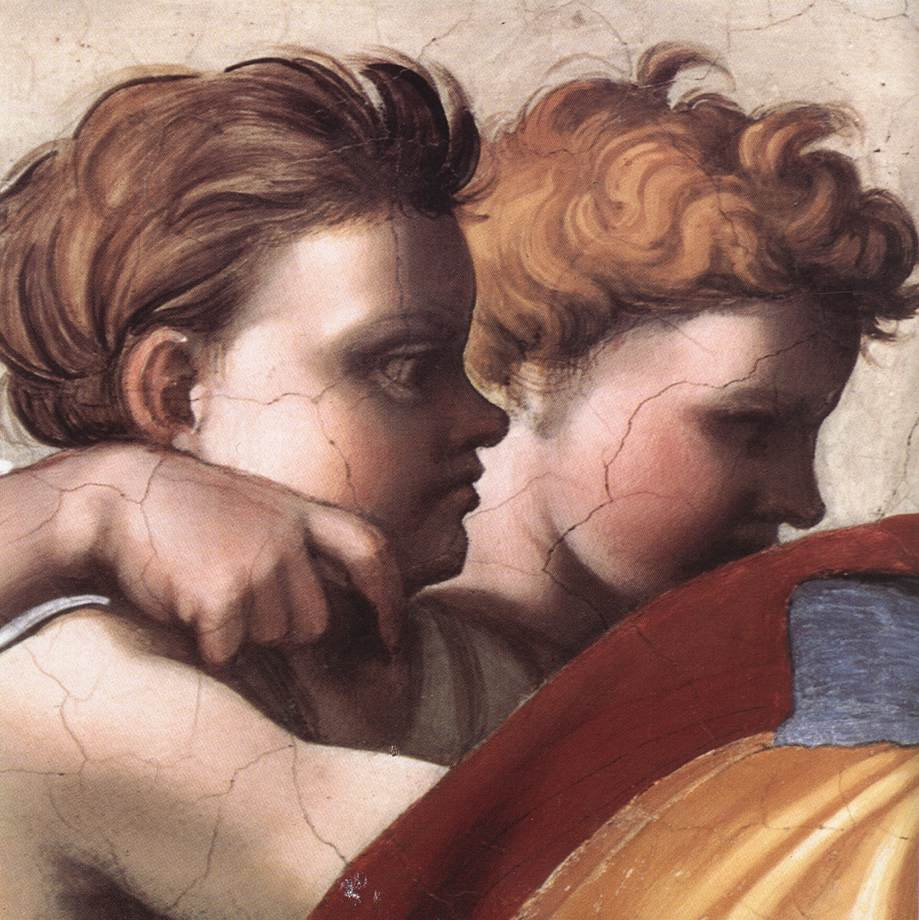
Détail.

Zacharie fait partie de la série des Voyants, placés sur de grands trônes architecturaux installés sur des pédicules. Chacun d'eux est flanqué d'un couple de jeunes assistants et se tient dans un grand siège de marbre, entre deux semelles avec de faux hauts-reliefs de putti disposés par paires, dans diverses positions. Leur nom (en l'occurrence ZACHERIAS) est écrit sur un cartouche tenu par un putto, situé sous la plate-forme à la base du trône, à part celui de Zacharie, sous lequel se trouve le blason des Della Rovere.
Zacharie est représenté la partie supérieure du torse et la tête de profil, avec l'intention de feuilleter un grand écrit prophétique, dans une attitude calme et absorbée qui n'a pas le dynamisme des autres personnages de la même série. Sa robe est jaune ocre, avec un manteau vert clair sur les jambes qui, tourné sur l'épaule, montre la doublure rouge cramoisie. Michel-Ange a fait quelques petits repentirs, réparés à la fresque (partie inférieure de la manche), au « mezzo fresco » (agrandissement de la tunique jaune près de l'épaule et du dos), et a secco (sur le cou).
Derrière lui, deux enfants regardent aussi vers l'ouvrage, peints avec un glacis très doux, particulièrement gracieux dans les cheveux. Ils ont été exécutés en un seul « jour ».
La présence de Zacharie au-dessus de la porte s'explique par son rôle de prophète par excellence de la Semaine sainte (« Jérusalem ; voici, ton roi vient à toi; il est juste et victorieux, humble et monté sur un âne » : Zc 9, 9), en référence aux rites qui ont lieu dans la chapelle lors de cette fête, et donc  il est solennellement placé à l'endroit où le pape fait son entrée. Cette signification est réaffirmée par le prophète qui est du côté opposé, au-dessus de l'autel, c'est-à-dire  Jonas, qui préfigure communément le Christ ressuscité à la suite de son salut du ventre de la baleine au bout de trois jours.